# Técsői járás
A Técsői járás (ukránul: Тячівський район) közigazgatási egység Ukrajnában, Kárpátalján. Székhelye Técső.
Jelenlegi formájában a 2020. júliusi ukrajnai közigazgatási reform során jött létre, a korábbi Técsői járás kibővítésével.